# Dorothea von Rodde-Schlözer
Dorothea von Rodde-Schlözer (ur. 18 sierpnia 1770 w Getyndze, zm. 12 lipca 1825 w Awinionie) – niemiecka uczona i pierwsza kobieta, która w Niemczech uzyskała stopień doktora filozofii. Była jedną z tzw. Universitätsmamsellen, grupy pięciu aktywnych akademicko kobiet w XVIII i XIX w.

## Życiorys
Była córką malarki i hafciarki Caroline Friederike z domu Roederer oraz profesora Augusta Ludwiga Schlözera, znanego historyka i teoretyka edukacji i wychowania. Wykładał na Uniwersytecie w Getyndze. Uważał, że inteligencja kobiet jest równa inteligencji mężczyzn. Aby rozstrzygnąć profesorski spór na temat skuteczności metody nauczania Johannesa Bernharda Basedowa, obaj uczeni zgodzili się nauczać swoje pierworodne dzieci różnymi metodami i zbadać efekty. Dzieci były dziewczynkami. Dorothea uczyła się bez użycia metod Basedowa. Dostała najlepszych prywatnych korepetytorów. Już w wieku 4 lat umiała czytać. W wieku 16 lat opanowała 9 języków (francuski, angielski, holenderski, szwedzki, włoski, łacina, hiszpański, hebrajski i grecki). Pod kierunkiem profesora Kästnera studiowała matematykę. Później zgłębiała botanikę, zoologię, optykę, religię i mineralogię. Studiowała górnictwo, odwiedzając kopalnie w górach Harz. Była też kształcona w dziedzinach, które uważano wówczas za typowo kobiece (gra na fortepianie, śpiewanie, szycie, robienie na drutach i gotowanie). By wstąpić na Uniwersytet w Getyndze, zdała egzamin przed komisją wydziałową. Odpowiadała z języków nowożytnych, matematyki, architektury, logiki i metafizyki, klasyki, geografii i literatury. Tytuł doktorski uzyskała w 1787 jako pierwsza kobieta w Niemczech, w 50. rocznicę inauguracji Uniwersytetu w Getyndze. Miała wówczas 17 lat.
Wraz z ojcem Dorothea napisała podręcznik historii monet, pieniędzy i górnictwa w Imperium Rosyjskim w XVIII w. Został wydany w 1791.
W 1792 w Lubece poślubiła bogatego kupca, senatora Mattheusa Rodde. Mieli troje dzieci. Wychowała też troje jego dzieci z pierwszego małżeństwa. Odtąd występowała pod nazwiskiem Rodde-Schlözer. Był to pierwszy przypadek użycia podwójnego nazwiska w języku niemieckim. Dom Rodde'ów stał się ośrodkiem życia społecznego i intelektualnego. Przyjeżdżali tu goście z całych Niemiec i Francji.
Później studiowała sztukę w Paryżu. W 1794 związała się z francuskim pisarzem Charlesem Villersem. Żyła w trójkącie z mężem i Villersem. W 1801 wyjechała do Paryża w związku z misją dyplomatyczną męża. Szukała kontaktu z francuskimi uczonymi i naukowcami. Pozwolono jej uczestniczyć w posiedzeniu Instytutu Narodowego w siedzibie Pierwszego Konsula Napoleona Bonaparte. W latach 1803–1805 Rodde został wysłany na kolejną misję dyplomatyczną, więc Dorothea i Villers wyjechali do Paryża. Dorothea została przedstawiona cesarskiej parze. We wrześniu 1809 zmarł ojciec Dorothei. Wiosną 1810 wyjechała do Getyngi, by uregulować sprawy spadkowe. We wrześniu dowiedziała się o bankructwie męża.
Po bankructwie mąż Dorothei szybko się zestarzał, ogłuchł i zdziecinniał. Niebawem zmarł, krótko po nim Villers i dwójka dzieci Dorothei, Augusta i August Ludwig. W poszukiwaniu łagodniejszego klimatu i licząc na uratowanie życia ostatniej córki Dorothei, zwanej Dortchen, przeniosła się do Awinionu we Francji. Zmarła na zapalenie płuc w wieku 55 lat.

## Upamiętnienie
Od 2009 Uniwersytet w Getyndze wspiera naukowców w ramach Programu imienia Dorothei Schlözer. Od 1958 kobietom zaangażowanym w naukę i edukację kobiet jest przyznawany Medal Dorothei Schlözer.